# SSIF
SSIF este acronimul pentru Societate de Servicii de Intermediere Financiară.
Vezi și: ASIF